# Neodermata
Bei den Neodermata (von altgriechisch néos ‚neu‘ und δερμα ‚Haut‘, wörtlich Neuhäuter) handelt es sich um ein Taxon, mit dem drei Klassen der Plattwürmer zusammengefasst werden, nämlich die Bandwürmer (Cestoda), die Hakensaugwürmer (Monogenea) und die Saugwürmer (Trematoda) mit den Digenea und den Aspidobothrii. Diese Tiere leben mit Ausnahme der Monogenea, die aquatische Ektoparasiten mit direkter Entwicklung darstellen, ausschließlich endoparasitisch und sind entsprechend an die Lebensweise im Innern anderer Tiere angepasst.

## Merkmale
Die Neodermata stellen eine sehr diverse Gruppe innerhalb der Plattwürmer dar und können sich in ihrem Habitus sowie in der Körpergröße sehr stark unterschieden. Während viele Arten nur wenige Millimeter oder Zentimeter lang sind, können einige Arten der Bandwürmer Körperlängen von mehreren Metern erreichen.
Das namensgebende und charakteristische Merkmal dieser Gruppe ist die Bildung einer Neodermis bei der ersten parasitären Larvenform. Dabei handelt es sich um eine „sekundäre Körperbedeckung“, die aus Zellen mesodermalen Ursprungs besteht und die ursprüngliche Epidermis ersetzt. Dies geschieht durch larval bereits vorhandenes Mesodermgewebe, welches sich durch Ausläufer unter die Epidermis schiebt und diese ablöst. Die einzelnen Zellen der Neodermis verschmelzen nachher zu einem einheitlichen Gewebe ohne Zellgrenzen, welches als Syncytium bezeichnet wird und bei dem die Zellkerne weiter im Körperinneren, unterhalb der basalen Matrix, liegen.
Ein weiteres basales Merkmal der Neodermata ist ein Saugnapf am Kopfende.

## Entwicklung
Die Neodermata bilden so genannte zusammengesetzte ektolecithale Eier, bei denen jeweils eine Eizelle und eine Dotterzelle sowie ein Spermium aus einem Receptaculum seminis  gemeinsam von einer Eischale umhüllt und befruchtet wird. Die Embryonalentwicklung beginnt entweder noch im Uterus oder außerhalb des Körpers.
Aus den Eiern schlüpfen bewimperte Larven, die sich je nach Tiergruppe unterscheiden. Die Larve der Diginea wird als Miracidium bezeichnet, während die der Aspidobothrii als Cotylocidium, die der Monogenea als Oncomiracidium, die der Gyrocotylidea und der Amphilinidea als Lycophoralarve und die der Diphyllobothriidae als Coracidium bekannt sind. Die Larven müssen innerhalb der ersten 24 bis 48 Stunden in den ersten Wirt eindringen oder sterben ab. Beim Eindringen in den Wirt streifen die Erstlarven ihre ursprüngliche Epidermis ab und es kann mehrere Stunden bis Tage dauern, bis eine vollständige Neodermis ausgebildet ist.

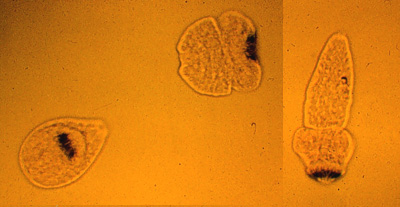
Larven des Fuchsbandwurmes (Echinococcus multilocularis)

In der weiteren Entwicklung unterscheiden sich die einzelnen Taxa. Während die meisten Monogenea und die Aspidobothrii bereits im ersten Wirt geschlechtsreif werden, benötigen die meisten Neodermata  mindestens noch einen, häufig mehrere, Wirtswechsel. Die Larven verändern sich während dieser Wirtswechsel und entwickeln häufig besondere Strukturen wie Drüsen oder Stacheln, die ihnen das Eindringen in einen neuen Wirt ermöglichen. Diese Arten entwickeln erst im Endwirt ihre Geschlechtsorgane und werden geschlechtsreif.
Bei einigen Arten kommt es in der Entwicklung zu ungeschlechtlicher Vermehrung in Form eines Generationswechsels wie etwa bei den Diginea in Form der Tochtersporocysten und der Redien oder bei den Echinococcus-Arten, zu denen etwa der Fuchsbandwurm gehört, durch die Bildung von Knospen in einer Hydatide.

## Systematik
Die Neodermata schließen als monophyletisches Taxon die folgenden Klassen der Plattwürmer ein:
- Bandwürmer (Cestoda)
- Hakensaugwürmer (Monogenea)
- Saugwürmer (Trematoda)

Letztere beinhalten die Digenea und die Aspidobothrii.

## Belege
1. 1 2 3 4 5 6  Willi Xylander: Neodermata, in: W. Westheide, R. Rieger (Hrsg.): „Spezielle Zoologie Teil 1: Einzeller und Wirbellose Tiere“; Gustav Fischer Verlag, Stuttgart, Jena 1996, ISBN 3-437-20515-3, S. 230 ff.